# ALH84001
El ALH 84001 (Allan Hills 84001) es un meteorito de origen marciano que creó gran controversia debido al descubrimiento de indicios que sugieren la posible existencia de vida unicelular en el planeta Marte.

## Historia

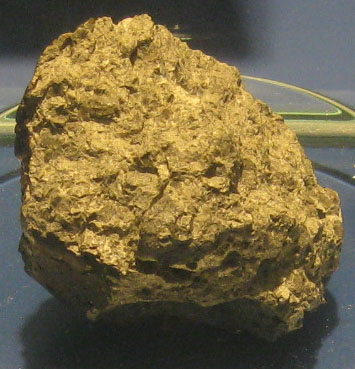
ALH84001 exhibido en el National Museum of Natural History.

ALH 84001 es una diogenita de color rosa oscuro de 1930.9 kg, que fue descubierto el 27 de diciembre de 1984 por una expedición del Instituto Smithsoniano estadounidense en la Antártida.
Su nombre proviene de Allan Hills, el área antártica donde fue encontrado (318 km al suroeste de la base Zucchelli, en la costa del mar Antártico, y 3329 km al sur de Nueva Zelanda) y del año (1984). Es uno de los 57 meteoritos provenientes de Marte hallados hasta 2008.
Se estima que el ALH 84001 se formó en Marte hace 4500 millones de años y que hace unos 3600 millones de años se filtró en su interior agua líquida rica en dióxido de carbono. Marte recibió el impacto de un meteorito unos 16 millones de años atrás que expulsó al ALH 84001 fuera del planeta y, después de vagar por el espacio exterior, llegó a la Tierra hace unos 13 000 años. El meteorito contiene el isótopo nitrógeno-15 en cantidades muy similares a las halladas en la atmósfera de Marte y desconocidas en el resto de lugares del sistema solar analizados.

## Controversia sobre evidencias de vida extraterrestre
Basándose en el estudio de unas formaciones semejantes a las bacterianas en su interior, el 7 de agosto de 1996 la NASA anunció que una posible primitiva forma de vida microscópica podría haber existido en Marte hace más de 3000 millones de años.

### Algunas pruebas en contra
- El 16 de enero de 1998, la revista Science Magazine publicó un artículo en el que se rebatía esta posibilidad con evidencias aportadas por la Institución Oceanográfica Scripps (de la Universidad de California): se hallaron pruebas de contaminación del hielo antártico circundante en el meteorito. La controversia continúa abierta.
- Dentro del meteorito se encontraron aminoácidos en niveles muy bajos pero similares a los del hielo circundante. Los análisis de carbono-14 parecen apuntar a más de un episodio de contaminación.[4][5]

### Algunas pruebas a favor

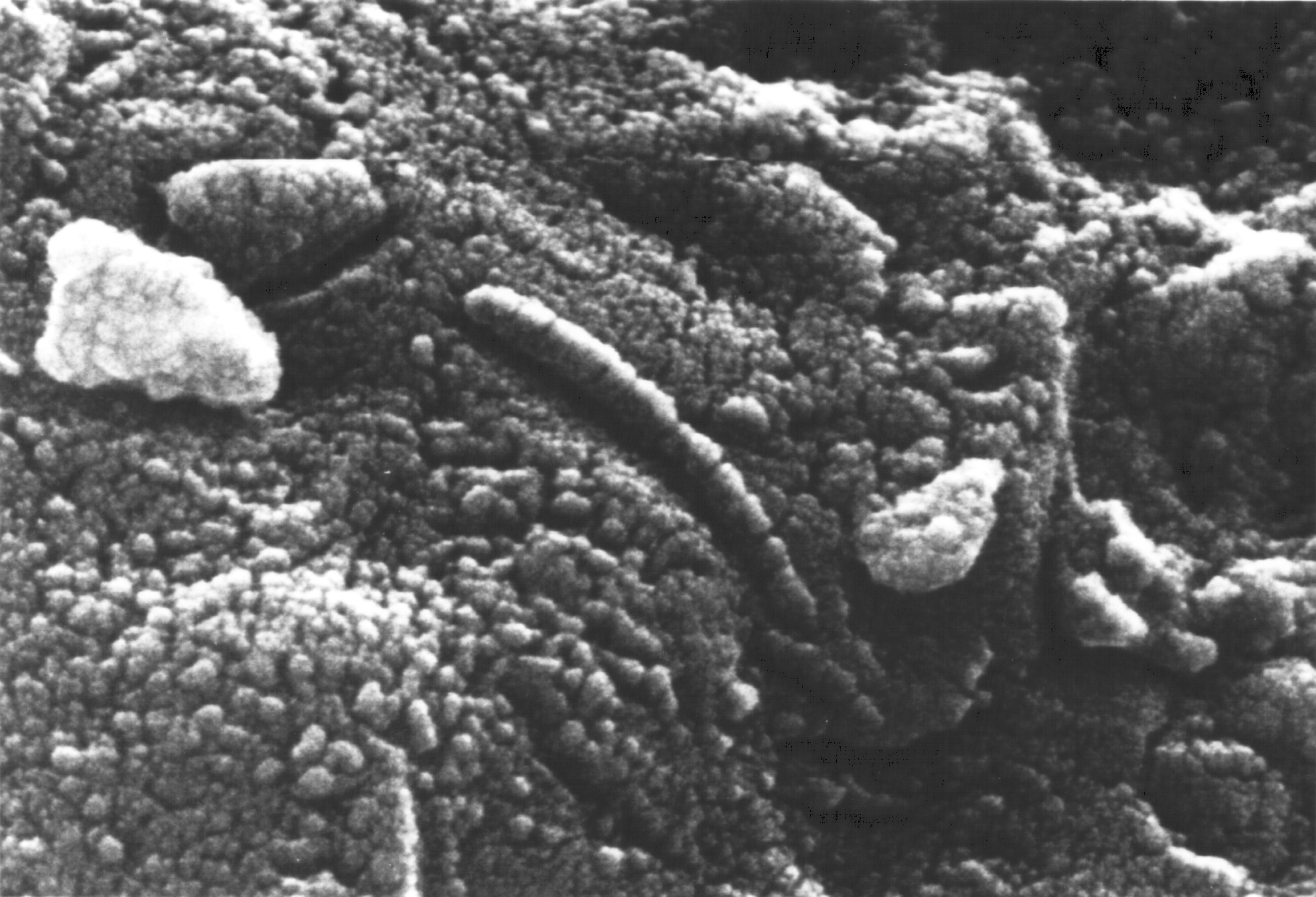
Vista microscópica de la estructura interna del meteorito ALH 84001.

- El análisis de otros muchos meteoritos hallados en la Antártida no aporta evidencias de fósiles bacterianos, moléculas orgánicas ni otros compuestos de origen biológico como ocurre con el ALH 84001.
- Se hallaron hidrocarburos aromáticos policíclicos en el interior del meteorito en niveles mucho mayores de los que nunca antes se han encontrado en la Antártida mientras que la ausencia de los mismos en la corteza del meteorito parecen indicar que estos compuestos no se deben a contaminación del hielo circundante.[6]
- Existirían formas de vida similares a las encontradas en la Tierra, denominadas nanobacterias.